# STS–96
Az STS–96 jelű küldetés az amerikai űrrepülőgép-program 94., a Discovery űrrepülőgép 26. repülése.

## Küldetés
Az első űrrepülőgép, amelyik dokkolt a Nemzetközi Űrállomáson (ISS). Az űrhajósok összesen 79 óra és 30 percet töltöttek az űrállomáson. Az elvégzett programokat követően megtörtént az elválás. Az űrrepülőgép körberepülte az ISS állomást és felvételeket készített. Sodródását követően, mintegy 1,5 mérföld távolságban indították a leszállást segítő főmotorokat.

## Jellemzői
A beépített kanadai Canadarm (RMS) manipulátor kar 50 méter kinyúlást biztosított (műholdak indítás/elfogása, külső munkák [kutatás, szerelések], hővédőpajzs külső ellenőrzése) a műszaki szolgálat teljesítéséhez.

## Első nap
Az eredetileg tervezett elindítás 1999. május 20-ára volt ütemezve. Az előkészített űregység hajtóanyag tartályait egy jégverés megrongálta, amit négy nap alatt kijavítottak. Május 27-én a szilárd hajtóanyagú gyorsítórakéták, Solid Rocket Booster(SRB) segítségével Floridából, a Cape Canaveral (KSC) Kennedy Űrközpontból, a LC39–B (LC–Launch Complex) jelű indítóállványról emelkedett a magasba. Az orbitális pályája 91,2 perces, 51,6 fokos hajlásszögű, elliptikus pálya perigeuma 326 kilométer, az apogeuma 340 kilométer volt. Felszálló tömeg indításkor 118 857 kilogramm, leszálló tömeg 100 230 kilogramm. Szállított hasznos teher 9097 kilogramm.

## Hasznos teher
- SpaceHab modulban tárolva szállították az űrállomás szereléséhez szükséges eszközöket, kiegészítőket (felszerelések), alkatrészeket, akkumulátorokat. 1784 kilogramm logisztikai árút (vizet, élelmiszert, ruházatot, hálózsákokat, orvosi berendezések, műszereket, kutatási anyagokat és eszközöket, valamint hardver eszközöket) szállítottak. A mikrogravitációs laboratóriumban több kísérletet, kutatási feladatot végeztek.
- Shuttle Vibration Forces (SVF) – rezgési/vibrációs mérések végzése, hogy a mikrogravitációs kísérletek, mérések eredményességét javítsák.
- Integrated Vehicle Health Monitoring- HEDS Technology Demonstration (IVHM HTD) – számítástechnikai program, amely az ISS állomáson folyó tevékenységet segíti (probléma elhárítás, megoldás).

### Űrséta
Fő feladat egy amerikai daru (ORU Transfer Device, vagy OTD) felszerelése, hogy segítse a jövőbeli küldetések szerelési és szállítási műveleteit. Munkájukat a robotkar segítségével Ellen Ochoa biztosította. Leszerelték a 165 kilogrammos orosz Strela darut. Az amerikai daru földi súlya 209 kilogramm, teherbírása 3 tonna. A daru célja, hogy segítse a platformok (önálló laboratórium) elhelyezését az űrállomáson kívül. A szerelés befejezésével a SpaceHabból az űrállomás szereléséhez, javításához szükséges eszközöket, pótalkatrészek pakoltak (rögzítettek) az ISS külső felületére. Befejezésként ellenőrizték a kommunikációs rendszer (E - Com) antennáinak állapotát.
(zárójelben a dátum és az időtartam)
- EVA 1: Jernigan és Barry (1999. május 30., 7 óra 55 perc)

### Műhold
A tehertérben rögzített kutatási műholdat a raktérből kipattintva állították pályairányba. A műhold pályairányba állítását követően az űrrepülőgép 13-16 kilométerre eltávolodott.

#### Starshine
Diák kutatási műhold. Építette a Naval Research Laboratory (NRL) (Washington), együttműködve középiskolás diákokkal a világ minden tájáról. A programban együttműködött a US Space Command (Peterson) és a német Space Operations Center (GSoC) (Oberpfaffenhofen).
Megnevezései: Starshine (Student-Tracked Atmospheric Research Satellite for Heuristic International Networking Equipment);  Starshine (1999-030B). Kódszáma: SSC 25769.
1999. május 27-én állították pályairányba. A LAGEOS–2 műhold programját a nemzetközi gyerek együttműködés alkalmával megismételték. Középiskolai diákok pályázhattak a program részvételéhez. A műhold nagyon stabil, közepes Föld körüli pályán (MEO) keringve, a Földről megvilágított lézerfényt passzívan visszaverte. Az orbitális egység pályája 92,32 perces, 51,59 fokos hajlásszögű, elliptikus pálya perigeuma 379 kilométer, az apogeuma 397 kilométer volt. Az űreszköz súlya 39,3 kilogramm.
Fedélzetén nincsenek mérőeszközök, műszerek, pályairányba (magasságában) helyezve passzív műhold. Anyaga alumínium, formája gömb, átmérője 48,3 centiméter, felületét 878 kör alakú, polírozott, negatív (homorú) tükör félgömbök (426) borították, a tükrök átmérője 25 milliméter. A forgó műholdat távcsövek segítségével vizuálisan megfigyelték. Megfigyelési helyenként (nemzetközi) kellett megállapítani a műhold pályaparamétereit (reggel és esti szürkületben), abból a légkör sűrűségének változásait. Megfigyelő helyek voltak: Utah/Amerikai Egyesült Államok, Anglia, Argentína, Ausztrália, Belgium, Kína, Dánia, Finnország, Japán, Dél-afrikai Köztársaság, Kanada, Mexikó, Új-Zéland, Pakisztán, Ausztria, Spanyolország, Törökország és Zimbabwe. Vélhetően, mintegy 25 000 diák folytatta megfigyelését.
2000. február 18-án, 267,18 nap (0,73 év) után belépett a légkörbe és megsemmisült.
Következő műhold a Starshine–3 (2001-043A).

## Kilencedik nap
1999. június 6-án a Kennedy Űrközponton (KSC), kiinduló bázisán szállt le. Összesen 9 napot, 19 órát, 13 percet és 57 másodpercet töltött a világűrben. 6 000 000 kilométert (3 700 000 mérföldet) repült, 153 alkalommal kerülte meg a Földet.

## Személyzet
(zárójelben a repülések száma az STS–96 küldetéssel együtt)
- Kent Vernon Rominger (4), parancsnok
- Richard Douglas Husband (1), pilóta
- Tamara Elizabeth Jernigan(5), küldetésfelelős
- Ellen Lauri Ochoa (3), küldetésfelelős
- Daniel Thomas Barry (2), küldetésfelelős
- Julie Payette (1), küldetésfelelős – Kanadai Űrügynökség (CSA)
- Valerij Ivanovics Tokarev (1), küldetésfelelős - Orosz Szövetségi Űrügynökség (RKA)

### Visszatérő személyzet
- Kent Vernon Rominger (4), parancsnok
- Richard Douglas Husband (1), pilóta
- Tamara Elizabeth Jernigan (5), küldetésfelelős
- Ellen Lauri Ochoa (3), küldetésfelelős
- Daniel Thomas Barry (2), küldetésfelelős
- Julie Payette (1), küldetésfelelős
- Valerij Ivanovics Tokarev (1), küldetésfelelős